# ミハル・パパドプロス
ミハル・パパドプロス（Michal Papadopulos、1985年4月14日 - ）は、チェコ (旧チェコスロバキア)・オストラヴァ出身の元サッカー選手。現役時代のポジションはフォワード。元チェコ代表。

## クラブ経歴
2002-03シーズン、チェコのFCバニーク・オストラヴァでプロデビューすると、翌シーズンにはレンタル移籍という形でプレミアリーグのアーセナルFCに在籍したが、トップチームでの出場機会はリーグカップ1試合のみに終わった。2005-06シーズンの冬の移籍市場でブンデスリーガのバイエル・レバークーゼンに移籍し、トップチームに登録された。しかし、在籍期間2シーズンでリーグ戦17試合無得点と結果を残せず、2007-08シーズンのエネルギー・コットブスへのレンタル移籍を経て同シーズン終了後にクラブを退団した。
その後はエールディヴィジのSCヘーレンフェーンやエクストラクラサのクラブなど、ヨーロッパ各国のクラブを転々とし、2020年8月18日、約11年ぶりに母国チェコのクラブであるMFK OKDカルヴィナーに加入した。

## 代表経歴
チェコの世代別代表を経て、2008年8月20日、イングランド代表との親善試合でチェコ代表での初キャップを刻んだ。2009年には2010 FIFAワールドカップ・予選に2試合のみ出場したが、チェコ代表は予選で敗退した。2009年11月には親善試合2試合、2010年3月にも1試合に出場したが、これを最後に代表からは遠ざかっていった。